# پرم نظیر
پرم نظیر (مالایالامی: പ്രേം നസീര്‍؛ ۷ آوریل ۱۹۲۶ – ۱۶ ژانویهٔ ۱۹۸۹) یک هنرپیشه اهل هند بود. وی بین سال‌های ۱۹۵۲ تا ۱۹۸۸ میلادی فعالیت می‌کرد.

## فیلم‌شناسی
- گدازه
- بلیط بخت‌آزمایی
- گذرنامه
- ماه عسل
- مصاحبه
- مهماندار هواپیما
- آدیماکال
- تجربیات ناقص است